# Christof Innerhofer
Christof Innerhofer (* 17. Dezember 1984 in Bruneck) ist ein italienischer Skirennläufer. Der Südtiroler geht vor allem in den Disziplinen Abfahrt und Super-G an den Start. Der bisher größte Erfolg seiner Karriere ist der Weltmeistertitel 2011 im Super-G, hinzu kommen je eine Silber- und Bronzemedaille. Bei den Olympischen Winterspielen 2014 gewann er ebenfalls je einmal Silber und Bronze. Im alpinen Skiweltcup entschied er sechs Rennen für sich.

## Biografie
Innerhofer stammt aus Gais im Tauferer Tal, wo er als Dreijähriger das Skifahren erlernte. Als Zehnjähriger gewann er sein erstes Jugendrennen, zwei Jahre später gewann er den Super-G bei den Südtiroler Landesmeisterschaften. 1997 nahm er Trofeo Topolino teil und belegte im Riesenslalom, der von Jean-Baptiste Grange gewonnen wurde, den dritten Platz. Nach der obligatorischen Schulzeit besuchte er als Jugendlicher die Sportoberschule in Mals. Im November 1999 bestritt er die ersten FIS-Rennen, Einsätze im Europacup folgten vier Jahre später. 2003 machte er seinen Matura-Abschluss und trat anschließend in die Polizeisportgruppe ein.
Während der Europacupsaison 2005/06 zeigte Innerhofer konstant gute Leistungen und klassierte sich achtmal in den besten zehn. Unter anderem gewann er am 2. und 3. Februar 2006 in Veysonnaz je eine Abfahrt und einen Super-G. Daraufhin wechselte er von der Polizei zur Sportgruppe der Guardia di Finanza. Sein Debüt im Weltcup hatte er am 24. November 2006 beim Slalom von Levi, wo er im ersten Durchgang ausschied. Weltcuppunkte gewann Innerhofer erstmals am 10. Dezember desselben Jahres mit Platz 24 in der Super-Kombination auf der Reiteralm. Bestes Ergebnis in seiner Premierensaison war ein 21. Platz. Bei seinen ersten Weltmeisterschaften 2007 in Åre wurde er 38. in der Abfahrt sowie Achter im Mannschaftswettbewerb. In der Saison 2007/08 machte er große Fortschritte. So gelang ihm am 29. Dezember 2007 mit Platz 9 in der Abfahrt in Bormio das erste Top-10-Ergebnis.
Den Durchbruch an die Weltspitze schaffte Innerhofer in der Saison 2008/09. Nach einem ordentlichen Start in den Winter (unter anderem Platz 4 im Super-G von Beaver Creek) gewann er am 28. Dezember 2008 überraschend sein erstes Weltcuprennen, die Abfahrt von Bormio. Er verwies die Österreicher Klaus Kröll und Michael Walchhofer auf die weiteren Podestplätze und war der erste siegreiche Italiener auf der Pista Stelvio. Im weiteren Verlauf des Winters kamen zwei dritte Plätze hinzu, bei der Super-Kombination von Sestriere und beim Super-G von Åre. Es gelang ihm, in allen fünf Disziplinen Weltcuppunkte zu gewinnen. Bei den Weltmeisterschaften 2009 in Val-d’Isère verpasste er als Vierter der Abfahrt die Bronzemedaille um fünf Hundertstelsekunden; zudem war er Zehnter in der Abfahrt und 15. in der Kombination.
Die Saison 2009/10 verlief hingegen eher enttäuschend. Innerhofer hatte zu viel trainiert und sich deshalb einen Leistenbruch zugezogen. Da ihn starke Rückenschmerzen behinderten, fuhr er im Weltcup nur zweimal unter die besten zehn. Das beste Ergebnis gelang ihm im November 2009 bei der vom Europäischen Skiverband einmalig ausgetragenen Halleneuropameisterschaft in Amnéville mit dem Gewinn der Silbermedaille. Er nahm auch an den Olympischen Winterspielen 2010 in Vancouver teil, wo er Sechster im Super-G und Achter in der Super-Kombination wurde. Nach Saisonende ließ sich Innerhofer den Leistenbruch operieren, worauf er wieder schmerzfrei trainieren konnte. In der Saison 2010/11 gelang ihm daraufhin eine deutliche Steigerung und er klassierte sich in fast allen Speedrennen unter den besten zehn; beispielsweise wurde er Dritter in der Abfahrt von Bormio. Äußerst erfolgreich verliefen für ihn die Weltmeisterschaften 2011 in Garmisch-Partenkirchen, wo er mit großem zeitlichen Vorsprung die Goldmedaille im Super-G gewann. Ebenso gewann er Silber in der Super-Kombination und Bronze in der Abfahrt. Unmittelbar nach der WM entschied er auch die Super-Kombination von Bansko für sich.
Anfang November 2011 stürzte Innerhofer beim Training im Stubaital schwer und zog sich dabei eine Gehirnerschütterung sowie eine leichte Knieverletzung zu. In der Folge hatte er wegen des Schleudertraumas fast den ganzen Winter über Mühe, das Leistungsniveau des Vorwinters zu erreichen. Mitte Januar 2012 wurde er Dritter der Lauberhornabfahrt in Wengen. Die Bestätigung des Weltmeistertitels gelang ihm dann Mitte März beim Weltcupfinale in Schladming, als er erstmals einen Weltcup-Super-G gewinnen konnte. In der Saison 2012/13 gelangen Innerhofer in den Abfahrten von Beaver Creek, Wengen und Garmisch-Partenkirchen drei Weltcupsiege. In der Abfahrtswertung belegte er den vierten Platz. In der Weltcupsaison 2013/14 platzierte sich Innerhofer siebenmal unter den besten zehn. Er fokussierte sich auf die Olympischen Winterspiele 2014 und gewann in Sotschi die Silbermedaille in der Abfahrt sowie überraschend die Bronzemedaille in der Super-Kombination (obwohl er seit Jahren keine Slaloms mehr bestritten hatte). Beim Weltcupfinale in Lenzerheide fuhr er im Super-G auf Platz 2.
Im Winter 2014/15 fuhr Innerhofer dreimal in die Top 10, nach den Weltmeisterschaften 2015 brach er die Saison aufgrund verschiedener gesundheitlicher Beschwerden ab. Fünf Top-10-Platzierungen kamen in der Winter 2015/16 hinzu, darunter ein zweiter Platz im Super-G von Jeongseon. Die Weltcupsaison 2016/17 blieb für Innerhofer nicht verletzungsfrei. Nach einem schweren Sturz knapp vor dem Ziel des zur Super-Kombination zählenden Super-Gs von Santa Caterina am 20. Dezember 2016 verspürte er einen Schmerz hinter dem Knie in Höhe des Fibulakopfes und musste längere Zeit pausieren. Überraschend gelang ihm ein erfolgreiches Comeback mit Platz 2 im Super-G in Kitzbühel am 20. Januar 2017, doch kurz darauf stellten sich bei weiteren Untersuchungen derartige Schäden heraus, dass er an den Weltcup-Speedrennen in Garmisch-Partenkirchen Ende Januar nicht teilnehmen konnte und am 5. Februar sein Fehlen bei den Weltmeisterschaften 2017 in St. Moritz ankündigen musste. Er fehlte auch in den weiteren Rennen des Winters.
Innerhofer fuhr im Winter 2017/18 fünfmal unter die besten zehn in einem Weltcuprennen; darunter war ein zweiter Platz im Super-G beim Weltcupfinale Åre. Er nahm an den Olympischen Winterspielen 2018 in Pyeongchang teil, kam aber nicht über einen 14. Platz in der Kombination hinaus. Im April 2018 feierte er seinen ersten Sieg bei der Gardenissima in Gröden, dem längsten Riesenslalom der Welt. Zu Beginn der Saison 2018/19 stand Innerhofer in drei Rennen als Zweiter auf dem Podest. Sechs weitere Top-10-Ergebnisse kamen im weiteren Verlauf des Winters hinzu. Bei den Weltmeisterschaften 2019 in Åre war Platz 4 im Super-G sein bestes Ergebnis. Bei den italienischen Meisterschaften in Cortina d’Ampezzo stürzte Innerhofer im Super-G und erlitt dabei einen Kreuzbandriss am linken Knie. Aufgrund anhaltender Beschwerden bestritt er in der Saison 2019/20 nur zwei Rennen, ehe er sie vorzeitig abbrach.
Deutlich besser verlief die Saison 2020/21 als Innerhofer im Weltcup je zweimal Vierter und Fünfter wurde. Bei den Weltmeisterschaften 2021 in Cortina d’Ampezzo kam der sechste Platz in der Abfahrt hinzu. Im Winter 2021/22 konnte er dieses Niveau nicht ganz halten und fuhr zweimal knapp unter die besten zehn. Er belegte bei den Olympischen Winterspielen 2022 in Peking den zehnten Platz in der Kombination, schied aber sowohl in der Abfahrt als auch im Super-G aus. Bei den Weltmeisterschaften 2023 in Courchevel nahm Innerhofer nur im Super-G teil (Platz 20). Obwohl er im ersten Abfahrtstraining die Bestzeit aufgestellt hatte, wurde er von den Trainern nicht für das Rennen nominiert – eine für ihn unverständliche Entscheidung, die er heftig kritisierte. Als 39-Jähriger fuhr Innerhofer auch während des Weltcups 2023/24 und war damit hinter dem Franzosen Adrien Théaux der zweitälteste Teilnehmer überhaupt. Bestes Ergebnis war ein zwölfter Platz.

## Erfolge

### Olympische Spiele
- Vancouver 2010: 6. Super-G, 8. Super-Kombination, 19. Abfahrt
- Sotschi 2014: 2. Abfahrt, 3. Super-Kombination
- Pyeongchang 2018: 14. Alpine Kombination, 16. Super-G, 17. Abfahrt
- Peking 2022: 10. Alpine Kombination

### Weltmeisterschaften
- Åre 2007: 8. Teamwettbewerb, 38. Abfahrt
- Val-d’Isère 2009: 4. Super-G, 10. Abfahrt, 15. Super-Kombination
- Garmisch-Partenkirchen 2011: 1. Super-G, 2. Super-Kombination, 3. Abfahrt
- Schladming 2013: 7. Super-G, 14. Abfahrt
- Vail/Beaver Creek 2015: 18. Super-G, 18. Alpine Kombination, 24. Abfahrt
- Åre 2019: 4. Super-G, 11. Abfahrt
- Cortina d’Ampezzo 2021: 6. Abfahrt, 14. Alpine Kombination, 23. Super-G
- Courchevel 2023: 20. Super-G
- Saalbach-Hinterglemm 2025: 24. Super-G

### Weltcupwertungen
| Saison  | Gesamt | Gesamt | Abfahrt | Abfahrt | Super-G | Super-G | Riesenslalom | Riesenslalom | Slalom | Slalom | Kombination | Kombination | City Event | City Event |
| Saison  | Platz  | Punkte | Platz   | Punkte  | Platz   | Punkte  | Platz        | Punkte       | Platz  | Punkte | Platz       | Punkte      | Platz      | Punkte     |
| ------- | ------ | ------ | ------- | ------- | ------- | ------- | ------------ | ------------ | ------ | ------ | ----------- | ----------- | ---------- | ---------- |
| 2006/07 | 97.    | 41     | 51.     | 11      | 38.     | 13      | –            | –            | –      | –      | 31.         | 17          | –          | –          |
| 2007/08 | 33.    | 289    | 23.     | 100     | 20.     | 107     | –            | –            | –      | –      | 14.         | 82          | –          | –          |
| 2008/09 | 11.    | 577    | 10.     | 249     | 5.      | 168     | 33.          | 46           | 52.    | 14     | 12.         | 100         | –          | –          |
| 2009/10 | 38.    | 199    | 28.     | 59      | 21.     | 72      | –            | –            | 59.    | 4      | 17.         | 64          | –          | –          |
| 2010/11 | 8.     | 644    | 8.      | 242     | 9.      | 183     | –            | –            | –      | –      | 2.          | 219         | –          | –          |
| 2011/12 | 17.    | 540    | 16.     | 203     | 10.     | 211     | 49.          | 3            | –      | –      | 9.          | 108         | 9.         | 15         |
| 2012/13 | 10.    | 522    | 4.      | 370     | 13.     | 107     | –            | –            | –      | –      | 10.         | 45          | –          | –          |
| 2013/14 | 14.    | 438    | 11.     | 245     | 12.     | 135     | –            | –            | –      | –      | 58.         | 9           | –          | –          |
| 2014/15 | 46.    | 167    | 29.     | 70      | 21.     | 85      | –            | –            | –      | –      | 27.         | 12          | –          | –          |
| 2015/16 | 19.    | 449    | 12.     | 247     | 11.     | 184     | –            | –            | –      | –      | 26.         | 18          | –          | –          |
| 2016/17 | 48.    | 168    | 30.     | 49      | 12.     | 119     | –            | –            | –      | –      | –           | –           | –          | –          |
| 2017/18 | 20.    | 389    | 13.     | 176     | 7.      | 189     | –            | –            | –      | –      | 21.         | 24          | –          | –          |
| 2018/19 | 16.    | 501    | 6.      | 276     | 10.     | 191     | –            | –            | –      | –      | 16.         | 34          | –          | –          |
| 2019/20 | 112.   | 32     | 46.     | 16      | 39.     | 16      | –            | –            | –      | –      | –           | –           | –          | –          |
| 2020/21 | 27.    | 273    | 12.     | 141     | 11.     | 132     | –            | –            | –      | –      | –           | –           | –          | –          |
| 2021/22 | 42.    | 209    | 20.     | 132     | 23.     | 77      | –            | –            | –      | –      | –           | –           | –          | –          |
| 2022/23 | 61.    | 116    | 32.     | 63      | 27.     | 53      | –            | –            | –      | –      | –           | –           | –          | –          |
| 2023/24 | 67.    | 97     | 28.     | 69      | 34.     | 28      | –            | –            | –      | –      | –           | –           | –          | –          |
| 2024/25 | 70.    | 97     | 34.     | 38      | 25.     | 59      | –            | –            | –      | –      | –           | –           | –          | –          |

### Weltcupsiege
- 18 Podestplätze, davon 6 Siege:

| Datum             | Ort                    | Land        | Disziplin         |
| ----------------- | ---------------------- | ----------- | ----------------- |
| 28. Dezember 2008 | Bormio                 | Italien     | Abfahrt           |
| 26. Februar 2011  | Bansko                 | Bulgarien   | Super-Kombination |
| 15. März 2012     | Schladming             | Österreich  | Super-G           |
| 30. November 2012 | Beaver Creek           | USA         | Abfahrt           |
| 19. Januar 2013   | Wengen                 | Schweiz     | Abfahrt           |
| 23. Februar 2013  | Garmisch-Partenkirchen | Deutschland | Abfahrt           |

### Europacup
- Saison 2005/06: 8. Gesamtwertung, 4. Abfahrtswertung, 4. Super-G-Wertung, 10. Kombinationswertung
- 7 Podestplätze, davon 3 Siege:

| Datum            | Ort       | Land        | Disziplin     |
| ---------------- | --------- | ----------- | ------------- |
| 2. Februar 2006  | Veysonnaz | Schweiz     | Abfahrt       |
| 3. Februar 2006  | Veysonnaz | Schweiz     | Super-G       |
| 8. November 2008 | Landgraaf | Niederlande | Indoor-Slalom |

### Weitere Erfolge
- 5 italienische Meistertitel (Kombination 2006, 2018 und 2019, Abfahrt 2016 und 2018)
- Silbermedaille bei der Halleneuropameisterschaft 2009 in Amnéville
- 1 Podestplatz im South American Cup
- 3 Siege bei der Gardenissima (2018, 2022, 2024)
- 8 Siege in FIS-Rennen